# Митропа куп 1960.
Митропа куп 1960 је 19. година одржавања Митропа купа.
Систем такмичења за ову сезону је био другачији него у свим осталим сезонама Митропа купа. Учествовало је по 6 екипа из: Италије, Мађарске, Аустрије, Чехословачке и Југославије.
Парови су одређени жребом. Екипе су играле по две итакмице. На основу постигнутих резултата у тим утакмицама сабрани су резултати клубова из сваке земље и направљена је табела по земљама. Титулу победника овај пут нису освојили клубови него фудбалски савез државе коју су представљали.

## Резултати
| Клуб                  | Држава                                           | Резултати | Држава                                           | Клуб                 |
| --------------------- | ------------------------------------------------ | --------- | ------------------------------------------------ | -------------------- |
| МТК                   | Мађарска                                         | 2:1, 2:1  | Социјалистичка Федеративна Република Југославија | Сарајево             |
| Татабња               | Мађарска                                         | 2:1, 3:3  | Чешка                                            | Rode Ster Братислава |
| Диошђер ВТК           | Мађарска                                         | 2:1, 2:0  | Италија                                          | Палермо              |
| Ујпешт Дожа           | Мађарска                                         | 0:1, 2:0  | Италија                                          | Фиорентина           |
| Ференцварош           | Мађарска                                         | 1:2, 5:   | Аустрија                                         | Simmeringer          |
| ФК Вашаш              | Мађарска                                         | 3:2, 3:1  | Аустрија                                         | Први Бечки ФК        |
| ОФК Београд           | Социјалистичка Федеративна Република Југославија | 1:2, 3:2  | Чешка                                            | Бањик Острава        |
| Партизан              | Социјалистичка Федеративна Република Југославија | 2:1, 1:4  | Чешка                                            | Слован Братислава    |
| Хајдук                | Социјалистичка Федеративна Република Југославија | 3:1, 1:0  | Италија                                          | Болоња               |
| Вележ                 | Социјалистичка Федеративна Република Југославија | 4:1, 2:1  | Италија                                          | Алесандрија          |
| Војводина             | Социјалистичка Федеративна Република Југославија | 2:2, 5:0  | Аустрија                                         | Винер                |
| ФК Спартак Трнава     | Чешка                                            | 2:0, 0:1  | Италија                                          | Рома                 |
| Дукла                 | Чешка                                            | 1:2, 2:1  | Аустрија                                         | Винер спорт клуб     |
| Спартак Праг Соколово | Чешка                                            | 3:1, 3:1  | Аустрија                                         | ЛАСК                 |
| Удинезе               | Италија                                          | 2:0, 2:4  | Аустрија                                         | Аустрија Беч         |

### Табела групе А
| Пласман | Екипа        | И  | П | Н | Г | ДГ | ПГ | ГР  | Бодови |
| ------- | ------------ | -- | - | - | - | -- | -- | --- | ------ |
| 1.      | Мађарска     | 12 | 8 | 1 | 3 | 25 | 16 | +9  | 17     |
| 2.      | СФРЈ         | 12 | 7 | 1 | 4 | 26 | 18 | +8  | 15     |
| 3.      | Чехословачка | 12 | 6 | 1 | 5 | 24 | 18 | +6  | 13     |
| 4.      | Италија      | 12 | 4 | 0 | 8 | 12 | 20 | -8  | 8      |
| 5.      | Аустрија     | 12 | 3 | 1 | 8 | 17 | 32 | -15 | 7      |

| Победник Митриоа купа 1960 |
| -------------------------- |
| Мађарска 1. Титула         |